# Jaume Barberà
Jaume Barberà i Ribas (Mollet del Vallès, 1955) es un directivo y presentador de televisión español. Desde 2014 hasta 2016, dirigía y presentaba el programa del Canal 33, Retrats. Actualmente colabora en tertulias en la emisora catalana RAC 1.

## Biografía
Destaca especialmente en su trabajo de director y/o presentador de televisión al frente de programas como Singulars, Els matins, Bon Dia Catalunya, Paral·lel, y Retrats, programas de entrevistas a personalidades relevantes del panorama social, político y cultural del momento.
En 2012 publicó "Singulars. Escuchar para aprender", un libro que recogía las entrevistas más destacadas del programa que presenta en el canal 33 de Televisión de Cataluña.
Al año siguiente, publicó "S'ha acabat el bròquil", un libro divulgativo que trata sobre los temas sociales y vitales claves en la actualidad: la crisis, el capitalismo financiero y de casino, la independencia de Cataluña, la voracidad del neoliberalismo, el periodismo y el espíritu del 15M, entre otras. S'ha acabat el bròquil fue el primer libro del género no-ficción de Sant Jordi 2013.
En 2016, publicó su último libro "(In)satisfets", un libro que critica la dependencia en la sociedad catalana de los farmácos hipnóticos y somníferos mediante entrevistas a especialistas en estos ámbitos.